# Jean-Baptiste Thiéry-Solet
Pour les articles homonymes, voir Thiéry et Solet.
Jean-Baptiste Thiéry-Solet est un important collectionneur lorrain du XIXe siècle, né le 30 août 1803 à Nancy et mort le 13 juillet 1889.

## Biographie
Jean-Baptiste Thiéry-Solet et son épouse Marguerite Solet appartenaient à d’anciennes familles de la corporation des maîtres maçons de Nancy. Il est entrepreneur des bâtiments entre 1825 et 1849. Grâce à ses activités, il acquiert une certaine aisance qui lui permet de se consacrer à sa passion de la collection. Il se retire en effet des affaires en 1849. Il fréquente les étalages des bouquinistes et c’est ainsi qu’il prend goût à la lecture et au collectionnisme en y achetant des estampes, ouvrages et cuivres originaux jusqu’à en posséder une grande quantité. Il réunit ainsi une collection très importante mais qu’il garde assez secrète, ne la faisant voir de son vivant qu’avec parcimonie. Sur le fronton de sa bibliothèque, était en effet écrite la devise « Je ne prête ni ne cède rien ». Il est aussi dit qu’il protégeait les cartons contenant ses œuvres d’une vignette gravée par son fils représentant un personnage brandissant un gros bâton et appuyé contre un carton d’estampes, accompagnée d’une légende disant « Si tu touches, je touche ».

## Fondation de l'Institut Jean-Baptiste-Thiéry deMaxéville
Constatant l'absence d'une structure hospitalière pour la prise en charge des enfants malades et handicapés, Jean-Baptiste Thiéry émet dans son testament le vœu de la création d'un hôpital qui leur est destiné. Celui-ci est réalisé seulement à la mort de son fils, Claude Emile Thiéry (1828-1895), peintre et graveur, par le legs de la maison de famille située à Maxéville (Meurthe-et-Moselle). L' « asile Jean-Baptiste Thiéry » est créé par le département de la Meurthe-et-Moselle en 1900.
Toujours en activité sous le nom d' « association JB Thiéry », l'institut gère aujourd'hui 9 établissements spécialisés en Meurthe-et-Moselle et en Meuse dont un IME installé dans l'ancienne demeure des Thiéry-Solet.

## Devenir de sa collection
A sa mort, sa collection n’a, selon ses vœux, pas été dispersée et revient à ses petits-fils M. l’abbé Jules Renaud et Mathilde Renaud. Toutefois, par acte notarial du 19 août 1921, ses héritiers font don à titre irrévocable à la ville de Nancy « d’une collection importante de choses mobilières lorraines ou se rattachant à la Lorraine, laquelle est constituée d’une bibliothèque d’ouvrages imprimés avec des exemplaires remarquables rares et des manuscrits, estampes et dessins originaux de maîtres lorrains, planches gravées en cuivre de certains de ces maîtres, spécialement de Jacques Callot, autographes, plans, vues de localités, cartes, monnaies, médailles, jetons, tableaux, objets de curiosité, statuettes et objets de vitrine » , le tout estimé à 22 489 francs. Les collections sont réparties entre la Bibliothèque Stanislas, le Musée des beaux-arts et le Musée Lorrain.

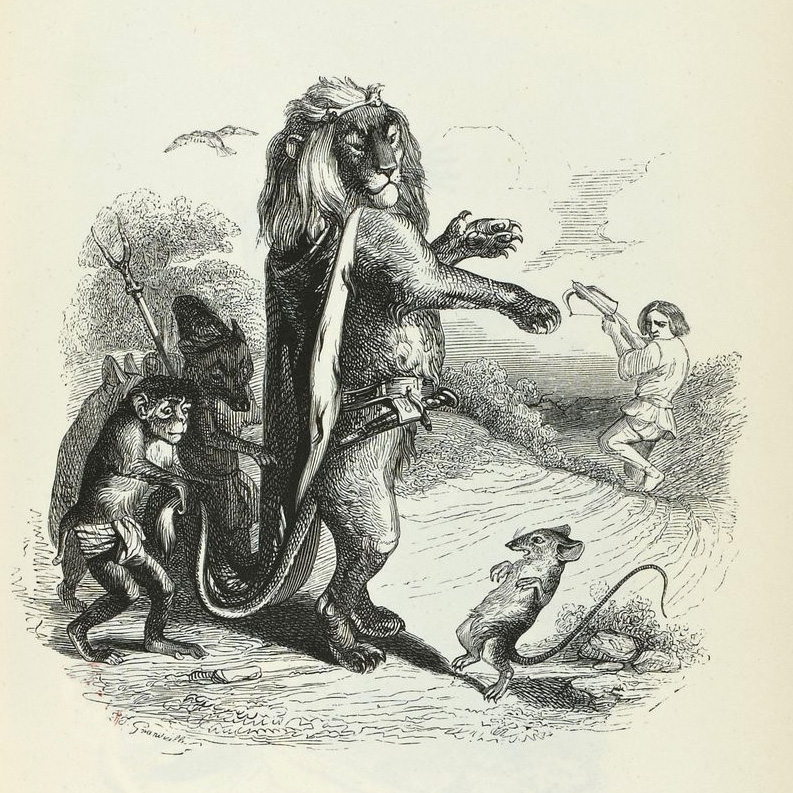
Le lion et le rat, extrait des Fables de La Fontaine, tome III, Grandville

Le fonds Thiéry-Solet est un des plus considérables qui soient venus enrichir les collections de la Bibliothèque Stanislas avec des œuvres majeures de Callot ou encore de Grandville.